# Frederik Marcus Knuth
Frederik Marcus Knuth (1904-1970) fue un taxónomo danés especialmente reconocido por su colección y clasificación de cactus. Recolectó y describió de Sudamérica, muchas nuevas especies de la familia de Cactaceae; se poseen 603 registros en IPNI de sus nombramientos de nuevas especies.

## Algunas publicaciones
- 1957. The Fruit Variety Trials at Knuthenborg, Denmark: Progress Report. 39 pp.

- 1950. Blandt frugtavlere i sydamerika: rapport fra en studierejse : con un resumen en castellano : entre fruticultores en sudamérica. Editor Landsforeningen Dansk Frugtavl, 82 pp.

- 1935. Kaktus-ABC: en haandbog for fagfolk og amatører. Con Curt Backeberg. Editor Gyldendal, 432 pp.

- 1931. Den stora kaktusboken för amatörer och specialister: Till svenska och med förord av Julie Hamilton. Editor Natur och kultur, 139 pp.

- La abreviatura «F.M.Knuth» se emplea para indicar a Frederik Marcus Knuth como autoridad en la descripción y clasificación científica de los vegetales.[1]